# بی‌بی حکیمه خاتون

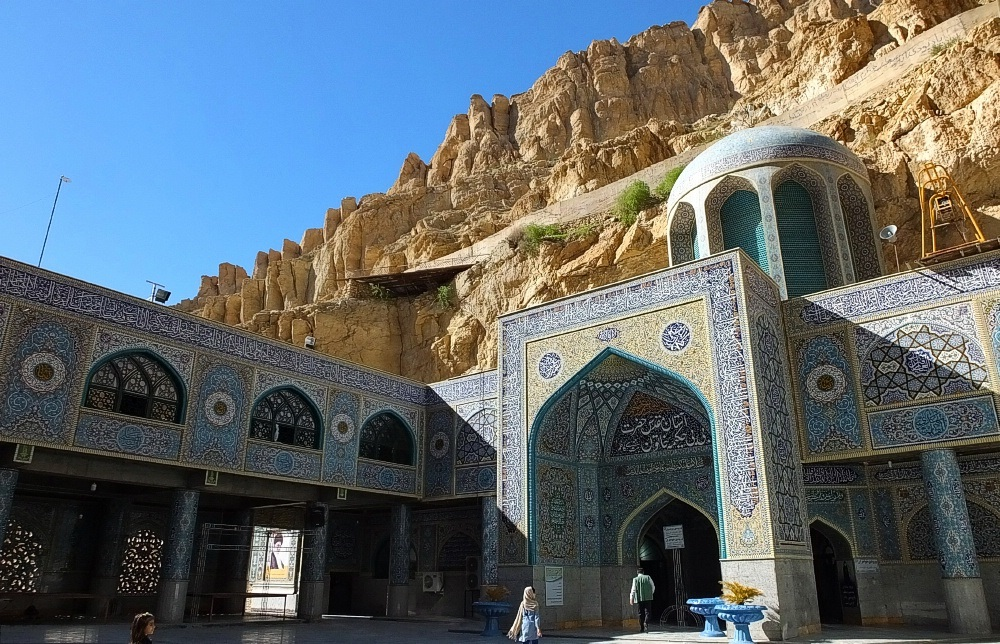

بی‌بی حکیمه خاتون یکی از خواهران علی بن موسی الرضا و فرزند موسی کاظم است که در روستای بی بی حکیمه در حوالی گچساران بخاک سپرده شده‌است و دارای زائران فراوانی است. راه بی بی حکیمه از باباکلان و روستای بُن پیر می‌گذرد.
داستان آمدن بی‌بی حکیمه خاتون به ایران به روایت ساکنان منطقه به این شرح است که بی بی حکیمه به دعوت علی بن موسی الرضا برای دیدار او به همراه «گل‌گل خاتون» و «کاکا مبارک» به ایران می‌آیند و در طی مسیر کفار یا ماموران مامون به آن‌ها حمله می‌کنند و بی‌بی حکیمه پس از کشته شدن کاکامبارک به داخل غاری که هم‌اکنون زیارتگاه است، پناه می‌برد و در همانجا جان می سپارد همچنین گفته میشود کسانی که وارد غار بی بی حکیمه شوند بر نمیگردند    .